# ヘレス
ヘレス (Helles) は、主に南ドイツとも呼ばれることのあるドイツのバイエルン州及びバーデン・ヴュルテンベルク州で製造されているビールのスタイル。
明るい金色で、ピルスナーと同じくややホップの香りが抑えられており、より多く麦芽の風味が含まれている。海外でもっとも有名なブランドはレーヴェンブロイ (Löwenbräu) であるが、バイエルン州の州都でビールの祭典オクトーバーフェストで知られるミュンヘンでは、いわゆるミュンヘン6大醸造所が製造するヘレスブランドの中で最も低い評価であるとしばしば考えられている。ミュンヘン自体で最も著名かつ人気なのは、1328年創業で現在も同市内で醸造を続ける最古の醸造所、アウグスティーナ・ブロイ (Augustiner Bräu) であるとされる。また、近年ではミュンヘン郊外にある保養地テーガンゼーにて醸造されるテーガンゼアーヘレスも若い世代を中心に人気となっている。
ヘレスという言葉は「淡いビール」を意味する「Hellbier（Helles Bier）」の略からきている。これは濃色ビールを表す「Dunkelbier（Dunkles Bier） デュンケル」と区別するためで、このビールはこの地方においてもう1つの典型的なビールであり、色も濃くヘレスよりも甘さのあるビールである。なお、デュンケルビールを黒ビールと説明している文が多々見受けられるが、あくまでも濃色ビールを示すものであり、黒ビールは「Schwarzbier シュヴァルツ」と呼ばれる『ケストリッツァー』に代表される全く違ったビールの種類である。
バイエルン州とバーデン・ヴュルテンベルク州では小麦麦芽を大麦麦芽に加えて使用し、上面発酵にて醸造される「Weißbier（Weizenbier） ヴァイスビア」というビールも多くの人々に親しまれている。
ドイツでは例年秋（9月の終わりから10月の始め）に行われるオクトーバーフェストの期間中、「Wiesnbier」（Festbierとも呼ばれる）というアルコール度数の強いヘレスビールが伝統的なビールの代わりに出されることがあり、「Wiesn」という名に短縮され、親しまれている。このスタイルはドイツ国外ではあまり知られていない。